# Ergilictis reshetovi
Ergilictis reshetovi és una espècie extinta de mamífer didimocònide de la família dels didimocònids que visqué a l'Àsia oriental durant l'Eocè superior, fa entre 33,9 i 37,7 milions d'anys. Se n'han trobat restes fòssils a la formació d'Ergilin Dzo (Mongòlia). Es tracta de l'única espècie del gènere Ergilictis. Era un didimocònid de mida mitjana. Tenia el maxil·lar inferior més aviat alt i massiu. El nom genèric Ergilictis significa ‘mostela d'Ergilin Dzo’, mentre que el nom específic reshetovi li fou assignat en honor del paleontòleg V. I. Réixetov.